# مجلس الوزراء القطري
مجلس الوزراء القطري هو الحكومة والسلطة التنفيذية في دولة قطر ، تأسس المجلس في 29 مايو 1970، وفقاً للدستور القطري يُعين الأمير رئيس مجلس الوزراء ويعفيه من منصبه ويقبل استقالته بأمر أميري ويُعين الأمير الوزراء بناء على ترشيح رئيس مجلس الوزراء ويعفيهم بأمر أميري ، رئيس مجلس الوزراء حالياً هو الشيخ محمد بن عبدالرحمن آل ثاني منذ 7 مارس 2023.

## أعضاء مجلس الوزراء الحالي
في 7 مارس 2023 أصدر صاحب السمو الشيخ تميم بن حمد آل ثاني أمير دولة قطر الأمر الأميري رقم (3) لسنة 2023 بتشكيل مجلس الوزراء. وفي 8 يناير 2024 صدر أمراً أميرياً بتعديل وزاري وفي 11 نوفمبر 2024 صدر أمراً أميريًا بتعديل وزاري. 

### أعضاء مجلس الوزراء
| الاسم                                             | المنصب                                          | تولى المنصب    |
| ------------------------------------------------- | ----------------------------------------------- | -------------- |
| الشيخ محمد بن عبدالرحمن آل ثاني                   | رئيس مجلس الوزراء                               | 7 مارس 2023    |
| الشيخ محمد بن عبدالرحمن آل ثاني                   | وزير الخارجية                                   | 26 يناير 2016  |
| الشيخ سعود بن عبدالرحمن بن حسن بن علي آل ثاني     | نائب رئيس مجلس الوزراء وزير الدولة لشؤون الدفاع | 11 نوفمبر 2024 |
| الشیخ خلیفة بن حمد آل ثاني                        | وزیر الداخلیة                                   | 7 مارس 2023    |
| علي بن أحمد الكواري                               | وزير المالية                                    | 19 أكتوبر 2021 |
| جاسم بن سيف السليطي                               | وزير المواصلات                                  | 19 أكتوبر 2021 |
| صلاح بن غانم العلي                                | وزير الرياضة والشباب                            | 19 أكتوبر 2021 |
| الدكتورة حنان بنت محمد الكواري                    | وزيرة الصحة العامة                              | 26 يناير 2016  |
| الدكتور عبدالله بن عبدالعزيز السبيعي              | وزير البيئة والتغير المناخي                     | 8 يناير 2024   |
| الشيخ حمد بن خليفه بن احمد بن علي ال ثاني         | وزير الرياضة والشباب                            | 8 يناير 2024   |
| سعد بن شريده الكعبي                               | وزير الدولة لشؤون الطاقة                        | 4 نوفمبر 2018  |
| غانم بن شاهين الغانم                              | وزير الأوقاف والشؤون الإسلامية                  | 19 أكتوبر 2021 |
| الشيخ محمد بن حمد بن قاسم العبدالله آل ثاني       | وزير التجارة والصناعة                           | 19 أكتوبر 2021 |
| بثينة بنت علي النعيمي                             | وزيرة التربية والتعليم والتعليم العالي          | 19 أكتوبر 2021 |
| الشيخ عبدالرحمن بن حمد بن جاسم بن حمد آل ثاني     | وزير الثقافة                                    | 19 أكتوبر 2021 |
| الشيخ الدكتور فالح بن ناصر بن أحمد بن علي آل ثاني | وزير البيئة والتغير المناخي                     | 19 أكتوبر 2021 |
| الدكتور علي بن صميخ المري                         | وزير العمل                                      | 19 أكتوبر 2021 |
| محمد بن علي المناعي                               | وزير الاتصالات وتكنولوجيا المعلومات             | 19 أكتوبر 2021 |
| مريم بنت علي المسند                               | وزيرة التنمية الاجتماعية والأسرة                | 19 أكتوبر 2021 |
| إبراهيم بن علي المهندي                            | وزير العدل وزير الدولة لشؤون مجلس الوزراء       | 8 يناير 2024   |
| عبدالله بن حمد بن عبدالله العطية                  | وزير البلدية                                    | 8 يناير 2024   |
| سلطان بن سعد المريخي                              | وزير الدولة للشؤون الخارجية                     | 8 يناير 2024   |

## رؤساء مجلس الوزراء

### رؤساء مجلس الوزراء منذ 29 مايو 1970 حتى الآن
|   | الاسم                                                  | الصورة | فترة تولي المنصب | فترة تولي المنصب |
| - | ------------------------------------------------------ | ------ | ---------------- | ---------------- |
| 1 | الشيخ خليفة بن حمد آل ثاني (1930–2016)                 |        | 29 مايو 1970     | 27 يونيو 1995    |
| 2 | الشيخ حمد بن خليفة آل ثاني (مواليد 1952)               |        | 27 يونيو 1995    | 29 أكتوبر 1996   |
| 3 | الشيخ عبدالله بن خليفة آل ثاني (مواليد 1958)           |        | 29 أكتوبر 1996   | 3 أبريل 2007     |
| 4 | الشيخ حمد بن جاسم آل ثاني (مواليد 1958)                |        | 3 أبريل 2007     | 26 يونيو 2013    |
| 5 | الشيخ عبدالله بن ناصر بن خليفة آل ثاني (مواليد 1960)   |        | 26 يونيو 2013    | 28 يناير 2020    |
| 6 | الشيخزخالد بن خليفة بن عبدالعزيز آل ثاني (مواليد 1968) |        | 28 يناير 2020    | 7 مارس 2023      |
| 7 | الشيخ محمد بن عبدالرحمن آل ثاني (مواليد 1980)          |        | 7 مارس 2023      | حتى الآن         |

## نواب رئيس مجلس الوزراء
| الاسم                           | الصورة                 | المنصب                           | فترة تولي المنصب | فترة تولي المنصب |
| ------------------------------- | ---------------------- | -------------------------------- | ---------------- | ---------------- |
| الشيخ عبدالله بن خليفة آل ثاني  |                        | نائب رئيس مجلس الوزراء           | 11 يوليو 1995    | 29 أكتوبر 1996   |
| الشيخ محمد بن خليفة آل ثاني     |                        | نائب رئيس مجلس الوزراء           | 20 يناير 1998    | 15 سبتمبر 2003   |
| الشيخ حمد بن جاسم آل ثاني       |                        | النائب الأول لرئيس مجلس الوزراء  | 15 سبتمبر 2003   | 3 أبريل 2007     |
| عبدالله بن حمد الطعية           |                        | النائب الثاني لرئيس مجلس الوزراء | 15 سبتمبر 2003   | 3 أبريل 2007     |
| عبدالله بن حمد الطعية           | نائب رئيس مجلس الوزراء | 3 أبريل 2007                     | 20 سبتمبر 2011   |                  |
| أحمد بن عبدالله آل محمود        |                        | نائب رئيس مجلس الوزراء           | 20 سبتمبر 2011   | 14 نوفمبر 2017   |
| الشيخ محمد بن عبدالرحمن آل ثاني |                        | نائب رئيس مجلس الوزراء           | 14 نوفمبر 2017   | 7 مارس 2023      |
| الدكتور خالد بن محمد العطية     |                        | نائب رئيس مجلس الوزراء           | 14 نوفمبر 2017   | حتى الآن         |

## التشكيلات الوزارية

### التشكيلات الوزارية منذ 29 مايو 1970 حتى الآن
|    | الحكومة                  | الفترة         | الفترة         | رئيس الوزراء                             |
| -- | ------------------------ | -------------- | -------------- | ---------------------------------------- |
| 1  | مجلس الوزراء القطري 1970 | 29 مايو 1970   | 18 يوليو 1989  | الشيخ خليفة بن حمد آل ثاني               |
| 2  | مجلس الوزراء القطري 1989 | 18 يوليو 1989  | 1 سبتمبر 1992  | الشيخ خليفة بن حمد آل ثاني               |
| 3  | مجلس الوزراء القطري 1992 | 1 سبتمبر 1992  | 11 يوليو 1995  | الشيخ خليفة بن حمد آل ثاني               |
| 4  | مجلس الوزراء القطري 1995 | 11 يوليو 1995  | 30 أكتوبر 1996 | الشيخ حمد بن خليفة آل ثاني               |
| 5  | مجلس الوزراء القطري 1996 | 30 أكتوبر 1996 | 3 أبريل 2007   | الشيخ عبدالله بن خليفة آل ثاني           |
| 6  | مجلس الوزراء القطري 2007 | 3 أبريل 2007   | 1 يوليو 2008   | الشيخ حمد بن جاسم آل ثاني                |
| 7  | مجلس الوزراء القطري 2008 | 1 يوليو 2008   | 26 يونيو 2008  | الشيخ حمد بن جاسم آل ثاني                |
| 8  | مجلس الوزراء القطري 2013 | 26 يونيو 2013  | 28 يناير 2020  | الشيخ عبدالله بن ناصر آل ثاني            |
| 9  | مجلس الوزراء القطري 2020 | 28 يناير 2020  | 7 مارس 2023    | الشيخ خالد بن خليفة بن عبدالعزيز آل ثاني |
| 10 | مجلس الوزراء القطري 2023 | 7 مارس 2023    | حتى الآن       | الشيخ محمد بن عبدالرحمن آل ثاني          |